# یوهانس هندریک کرامرز
یوهانس هندریک کرامرز (به انگلیسی: Johannes Hendrik Kramers)  (متولد 26 فوریه 1891 میلادی در روتردام - درگذشت 17 دسامبر 1951 در اوگستگیست) پژوهشگر هلندی در زمینه اسلام‌شناسی و عثمانی‌شناسی بود.